# 潮力発電
潮力発電（ちょうりょくはつでん）、潮汐発電（ちょうせきはつでん）は、潮汐流（潮汐による海水の移動）が持つ運動エネルギーを電力に変える発電である。
水力発電・風力発電・太陽電池などとともに、自然エネルギーを資源として利用する技術であり、発電の際に二酸化炭素の排出がないなどという点で、運転による環境負荷は小さいが、大規模な施設では建設により永続的な負荷を与えることがある。
海流発電（潮流発電）とともに、海水を利用する発電で、「海流」を「海水の流れ」とすれば、潮汐流を利用する場合は海流発電の一種である。

## 原理
地球の自転や月の公転に伴って海水には潮汐力が働く。そのため時刻によって潮位が変動する。入り口の広い湾内では干満の差が大きい。そのため、満潮時には堰を開放し、湾内に海水を導入し、干潮時に堰を閉鎖し、海水をタービンに導入する。このタービンの回転力を利用して、発電機を回す。低落差の水力発電の一種ともいえる。
メリットは、燃料が不要で有害な排出物のないこと、水の密度が充分大きいためエネルギーの集中が可能なこと、潮汐現象を利用しているため、風力発電とは異なり出力の正確な予測による電力供給が行える。デメリットは貝などの付着の除去や機材の塩害対策等に維持管理費がかかる一方で耐用年数が5～10年と短いためにコストパフォーマンスが悪いこと、漁業権や航路等から様々な制約から設置場所が制限されることなどがある。
地球の運動エネルギーを利用している為、理論上は地球の自転速度に影響を与えているが、非常に小さいため無視できる。
日本においては、鳴門海峡、関門海峡、津軽海峡など潮流の激しい地形で水平型水車を回す研究が進められており、北九州市と九州工業大学は、関門海峡で2011年度から実証実験を開始し、大間崎などでも検討されている。しかし、たとえ干満の差の大きいところであっても、大規模な潮汐発電所の設置に適した箇所が無いことから、それほど普及していない。

## 事例

### ランス潮力発電所
ランス潮力発電所は、1966年11月26日に完成した潮力発電所である。フランスのサン・マロ郊外のランス川河口を幅700mにわたって堰止め、建設された。最大定格出力は24万kW、年間発電量は6億kWh。この付近は潮位差が大きく最大潮位差が13.5m、平均潮位差8.5mにもおよぶ。なお、建設により湾内の海水の交換頻度が減少するため、生態系のバランスが崩れた時期があったようである。

### クバルスン潮力発電所
2003年9月に完成した潮力発電所であるクバルスン潮力発電所は、ノルウェーのハンメルフェスト郊外のクバルスン海峡に10mに及ぶプロペラを海峡に沈め、建設された。最大定格出力は300kW、年間発電量は70万kWh。クバルスン海峡の海流の速度は毎秒1.8m。

### 潮力発電施設一覧
| 国             | 地名                       | 潮位差 (m) | 面積 (km²) | 最大発電量 (MW) |
| -------------- | -------------------------- | ---------- | ---------- | --------------- |
| アルゼンチン   | San Jose                   | 05.9       | -          | 06800           |
| オーストラリア | Secure Bay                 | 10.9       | -          | ?               |
| カナダ         | Cobequid                   | 12.4       | 00240      | 05338           |
| カナダ         | Cumberland                 | 10.9       | 00090      | 01400           |
| カナダ         | Shepody                    | 10.0       | 00115      | 01800           |
| カナダ         | Passamaquoddy              | 05.5       | -          | ?               |
| インド         | Kutch                      | 05.3       | 00170      | 00900           |
| インド         | Cambay                     | 06.8       | 01970      | 07000           |
| 大韓民国       | 加露林（加露林潮力発電所） | 04.7       | 00100      | 00480           |
| 大韓民国       | 始華湖（始華湖潮力発電所） | -          | -          | -               |
| メキシコ       | Rio Colorado               | 06–7       | -          | ?               |
| メキシコ       | Tiburon                    | -          | -          | ?               |
| イギリス       | Severn                     | 07.8       | 00450      | 08640           |
| イギリス       | Mersey                     | 06.5       | 00061      | 00700           |
| イギリス       | Strangford Lough           | -          | -          | -               |
| イギリス       | Conwy                      | 05.2       | 00005.5    | 00033           |
| アメリカ       | Passamaquoddy Bay, Maine   | 05.5       | -          | ?               |
| アメリカ       | Knik Arm, Alaska           | 07.5       | -          | 02900           |
| アメリカ       | Turnagain Arm, Alaska      | 07.5       | -          | 06501           |
| アメリカ       | -                          | -          | -          | -               |
| ロシア         | Mezen                      | 09.1       | 02300      | 19200           |
| ロシア         | Tugur                      | -          | -          | 08000           |
| ロシア         | Penzhinskaya Bay           | 06.0       | 20500      | 87000           |
| 南アフリカ     | Mozambique Channel         | ?          | ?          | ?               |

## 主なメーカー
- ノヴァエネルギー - タービン型発電機の製造会社